# Uerdinger Linie

In den ehemaligen deutschen Ostgebieten wird seit der Vertreibung der Deutschen nach dem Zweiten Weltkrieg kein bzw. kaum noch Deutsch gesprochen.
In Brandenburg und Sachsen-Anhalt sind Dialekte und damit die Isoglossen heute nahezu vollständig verschwunden.
Isoglosse stimmt hier mit der Benrather Linie überein.
Isoglosse ist hier Teil des Rheinischen Fächers.

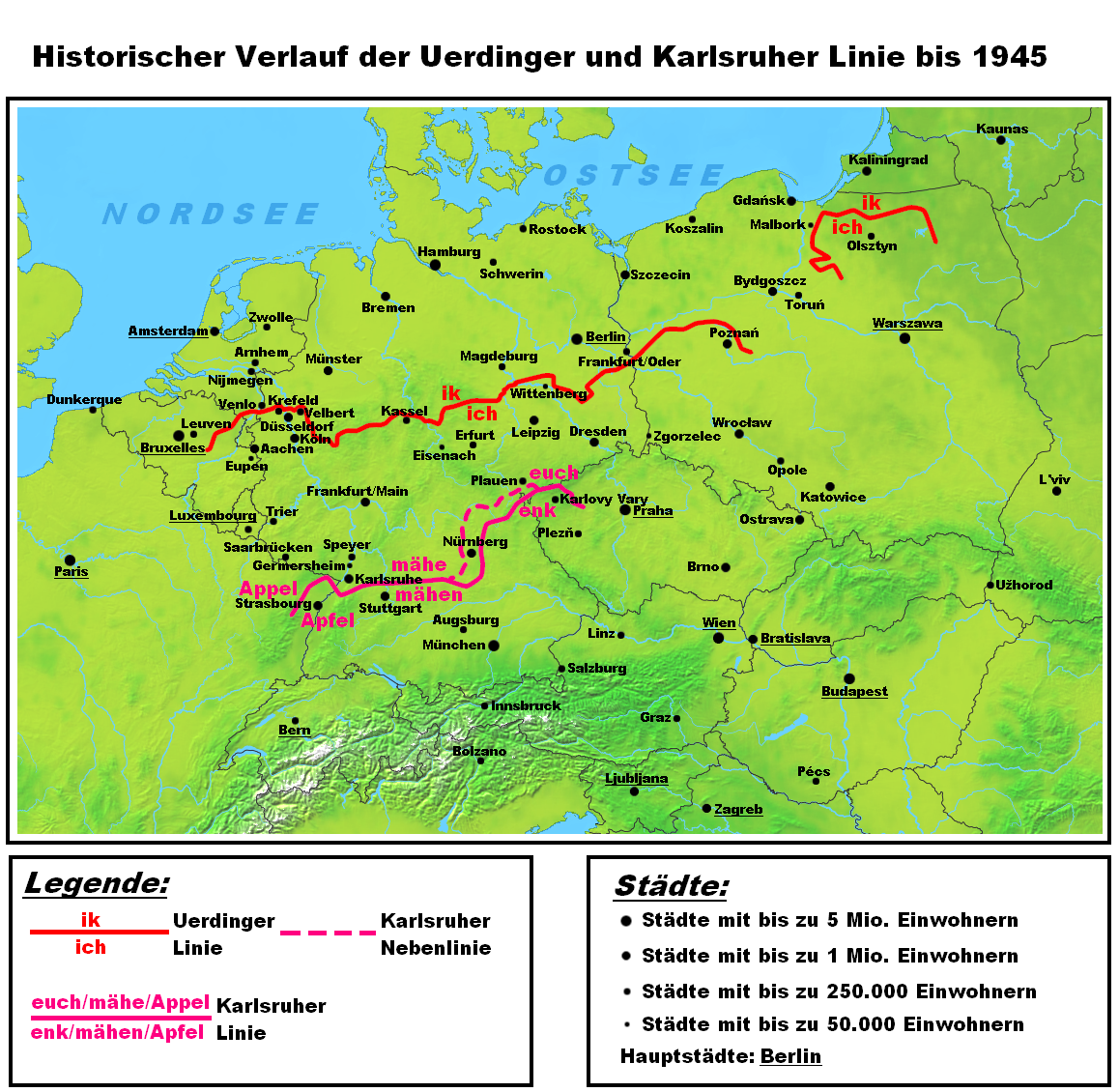
Die Uerdinger und Karlsruher Linie als historische Sprachgrenzen zwischen Mitteldeutsch und Niederdeutsch sowie Niederfränkisch.

Uerdinger Linie, Ürdinger Linie oder auch ik/ich-Linie ist der Name einer germanistischen Isoglosse, die sich seit dem Spätmittelalter herausgebildet (Kölner Expansion) und zwischen dem 15. und 16. Jahrhundert gefestigt hat. Germanistisch wird sie zur Abgrenzung des reinen Niederfränkisch und dessen ripuarisch beeinflusste Variante (Südniederfränkisch) herangezogen.
Nördlich von Beringen trennt sich die mich-lsoglosse von der Uerdinger Linie, um entlang der Städtelinie Sevenum – Grubenvorst – Lottum – Arcen das sogenannte mich-Quartier zu bilden.
Benannt ist die Isoglosse nach jenem Ort (Uerdingen, heute Teil Krefelds), in dessen Nähe sie den Rhein überschreitet.
Kennzeichen ist, dass für das Personalpronomen 1. Person Singular <ich> westlich und nördlich dieser Isoglosse dieses als ik/ek, östlich und südlich der Linie als ich/ech ausgesprochen wird.
In einigen Gegenden südlich der Uerdinger Linie ist der lautverschobene Frikativ [ç] in <ich> mit [ʃ] zusammengefallen, sodass dort ich und fisch Reimwörter sind.
Das diese Isoglosse prägende Merkmal ist, dass sie den wellenartigen Verlauf von auslautendem k → ch darstellt, die als letzte Phase der zweiten Lautverschiebung angesehen wird. Gleich der Benrather Linie, mit der sie um die Rolle der Sprach- und Dialektscheide zwischen „Hochdeutsch“ (ober- und mitteldeutsche Dialekte) und den fälschlich zusammengefassten Niederdeutsch und Niederfränkisch konkurriert, beginnt sie ihren Verlauf auf nichtdeutschem Boden, genauer in Belgien. Vor allem Ferdinand Wrede bezeichnete die Uerdinger Linie 1892 als „cardinalsgrenze“. Dies ist eine Auffassung, die zahlreiche Germanisten jener, aber auch einige neuerer Zeit vertreten. Daher erscheint das von nördlich der Benrather Linie und südlich der Uerdinger Linie befindliche Dialektgebiet in einigen Dialektkarten als Teil des ripuarisch-westmitteldeutschen. Jan Goossens zitiert bezüglich der phonologischen Beeinflussung aus dem Süden Theodor Frings.
Da die Uerdinger Linie weitestgehend einen identischen Verlauf mit den südniederfränkischen Isoglossen, die mich, dich, zich, oech („euch“) und ouch („auch“) von den flämisch-brabantischen Formen trennen, aufweist, ist es germanistisch üblich, diese mit der Uerdinger Linie zusammenzufassen und als Isoglossenbündel abzuhandeln. Die namensgebende stellt also nur eine Ausgleichslinie zwischen den ik/ek-Mundarten der niederfränkischen sowie niederdeutschen und den ich/ech-Mundarten des „hochdeutschen“ Dialektgebietes dar. (Siehe auch Panninger Linie)

## Verlauf
Wie die Benrather Linie beginnt auch die Uerdinger Linie in nichtdeutschem Staatsgebiet bzw. Sprachraum: Sie startet zwischen den belgischen Städten Löwen (östlich von dieser) und Diest (nördlich von dieser) und folgt nun der Städtelinie Tessenderlo – Beverlo – Baelen – Lommel – Neerport – Leende – Ospel – Beringen – Maasbree, um zwischen Tegelen und Venlo die deutsch-niederländische Grenze zu überschreiten.
Auf deutscher Seite verläuft die Uerdinger Linie in westlicher Richtung entlang der Städtelinie Kempen – Krefeld – Uerdingen (nördlich des heutigen Krefelder Stadtteils und südlich des Duisburger Stadtteils Mündelheim überschreitet die Isoglosse den Rhein). Ihr Weg durchschneidet dafür das Krefelder Stadtgebiet, wo das Hölsch Plott (Ortsteil Hüls) eck gebraucht und die anderen Ortsteile die Formen esch/isch verwenden. Aber auch Duisburg-Süd gehört bereits zum esch/isch-Gebiet, was es vom übrigen Stadtgebiet scheidet, in dem eck/ick verwendet wird.
Nachdem sie auf die Ruhr stößt, folgt die Markierung deren Verlauf in südlicher Richtung der Städtelinie Mintard (Stadtteil von Mülheim) – Kettwig (Stadtteil von Essen) – Werden (Stadtteil von Essen).
Dort schlägt sie einen südöstlichen Bogen und verläuft nun in südöstlicher Richtung entlang der Städtelinie Velbert (östlich der Stadtteile Velbert-Mitte und Neviges, der Ortsteil Langenberg verbleibt als einziger Stadtteil im eck-Gebiet) – Elberfeld (Stadtteil von Wuppertal) – Wipperfürth – Gummersbach.
Bei Gummersbach stößt die Isoglosse auf die Benrather Linie und bildet jetzt mit dieser (und anderen Isoglossen) ein Isoglossenbündel in Richtung Osten, in dem nur wenige Abweichungen (drei kurzzeitig getrennte Verläufe) bestehen.
Bei Roßlau (Elbe) trennt sich die Uerdinger Linie und sie verläuft deutlich südlicher als die Benrather Linie. Ihr Verlauf wird jetzt durch die Städtelinie Lutherstadt Wittenberg – Schweinitz (Jessen) – Sonnewalde – Märkisch Buchholz – Friedland (Niederlausitz) – Müllrose gebildet, wo sie in deren Nähe an der heutigen deutsch-polnischen Grenze endet. Eine besondere Sprachsituation herrscht mithin im südmärkischen Brandenburg und Berlin vor: Diese gehören aus Sicht der Benrather Linie zum machen-Gebiet, aus Sicht der Uerdinger Linie jedoch zum ick-Gebiet.
Bis zur Vertreibung der Deutschen aus den Oder-Neiße-Gebieten reichte der Verlauf der Uerdinger Linie wesentlich weiter und folgte dort (teilweise wieder als Bestandteil der Benrather Linie) der Städtelinie Rzepin (Reppen) – Królów Las (Königswalde) – Skwierzyna (Schwerin a./d. Warthe) – Posen.
Auch im ehemaligen Ostpreußen war ihr Verlauf nahezu mit dem der Benrather Linie identisch. Erneut nur an drei Stellen wich ihr Verlauf von dem der Benrather Linie ab.